# Connie Mack III
Connie Mack III (Cornelius Alexander McGillicuddy III), född 29 oktober 1940 i Philadelphia, Pennsylvania, är en amerikansk republikansk politiker. Han representerade delstaten Floridas 13:e distrikt i USA:s representanthus 1983-1989. Han var därefter senator för Florida i två mandatperioder 1989-2001.
Han avlade 1966 sin grundexamen vid University of Florida. Hans farfar var basebollspelaren, managern och ägaren av Philadelphia Athletics Connie Mack. Han är far till politikern Connie Mack IV. Mack är katolik.